# دیزنی کروز لاین
دیزنی کروز لاین (انگلیسی: Disney Cruise Line) شرکت گردشگری آمریکایی است، که در سال ۱۹۹۶ تأسیس شد.